# Mormula chrysozona
Mormula chrysozona is een slakkensoort uit de familie van de Pyramidellidae. De wetenschappelijke naam van de soort is voor het eerst geldig gepubliceerd in 1880 door Martens.